# Deadwood (singel)
Deadwood – tytuł utworu z debiutanckiego albumu zespołu Dirty Pretty Things, Waterloo to Anywhere, a także drugiego w kolejności wydania – po Bang Bang  You're Dead – singla promującego ów album. Dotarł do 20. miejsca w notowaniu UK Singles Chart. Kolejnym singlem z tej płyty był Wondering.

## Wersje
Singel Deadwood wydany został w trzech wersjach:
1. na płycie gramofonowej, na której znalazła się też akustyczna wersja piosenki Panic Attack zespołu The Paddingtons,
2. na CD, na której umieszczono również po raz pierwszy opublikowany utwory Puffin On A Coffin Nail oraz One To My Left,
3. na DVD, która zawierała teledysk do utworu Deadwood, dokument filmowy Deadwood Diaries oraz film z koncertowego wykonania piosenki You Fucking Love It